# Acanthogonatus patagallina
Acanthogonatus patagallina is een spinnensoort in de taxonomische indeling van de bruine klapdeurspinnen (Nemesiidae).
Acanthogonatus patagallina werd in 1995 beschreven door Goloboff.